# 장애인기업종합지원센터
장애인기업종합지원센터(障隘人企業綜合支援센터, The Disabled Enterprise Business Center)는 장애인창업 및 기업활동 촉진을 통해 장애인의 경제적자립과 장애인고용창출을 기대하고, 국민경제 발전에 이바지함을 목적으로 설립된 공공기관이다.

## 연혁
- 2008년 1월: 중소기업청 (재)장애인기업종합지원센터 설립허가
- 2009년 12월: (재)장애인기업종합지원센터 중앙센터 개소식
- 2013년 10월: (재)장애인기업종합지원센터 제주지역센터, 강원지역센터, 전북지역센터 설치(완료)

## 조직

### 이사회
- 감사

#### 이사장
- 감사팀

##### 센터장
- 기획관리본부
  - 경영기획실
    - 경영지원팀
    - 기획운영팀

  - 고객만족팀
- 벤처기획본부
  - 연구조사센터
  - 기업지원실
    - 창업지원팀
    - 기업지원팀

  - 창업육성팀
    - 경인권역
    - 중부권역
    - 남부권역
    - 서부권역